# برگن (منطقه سله)
شهر برگن در ایالت نیدرزاکسن در کشور آلمان واقع شده است.

## نگارخانه

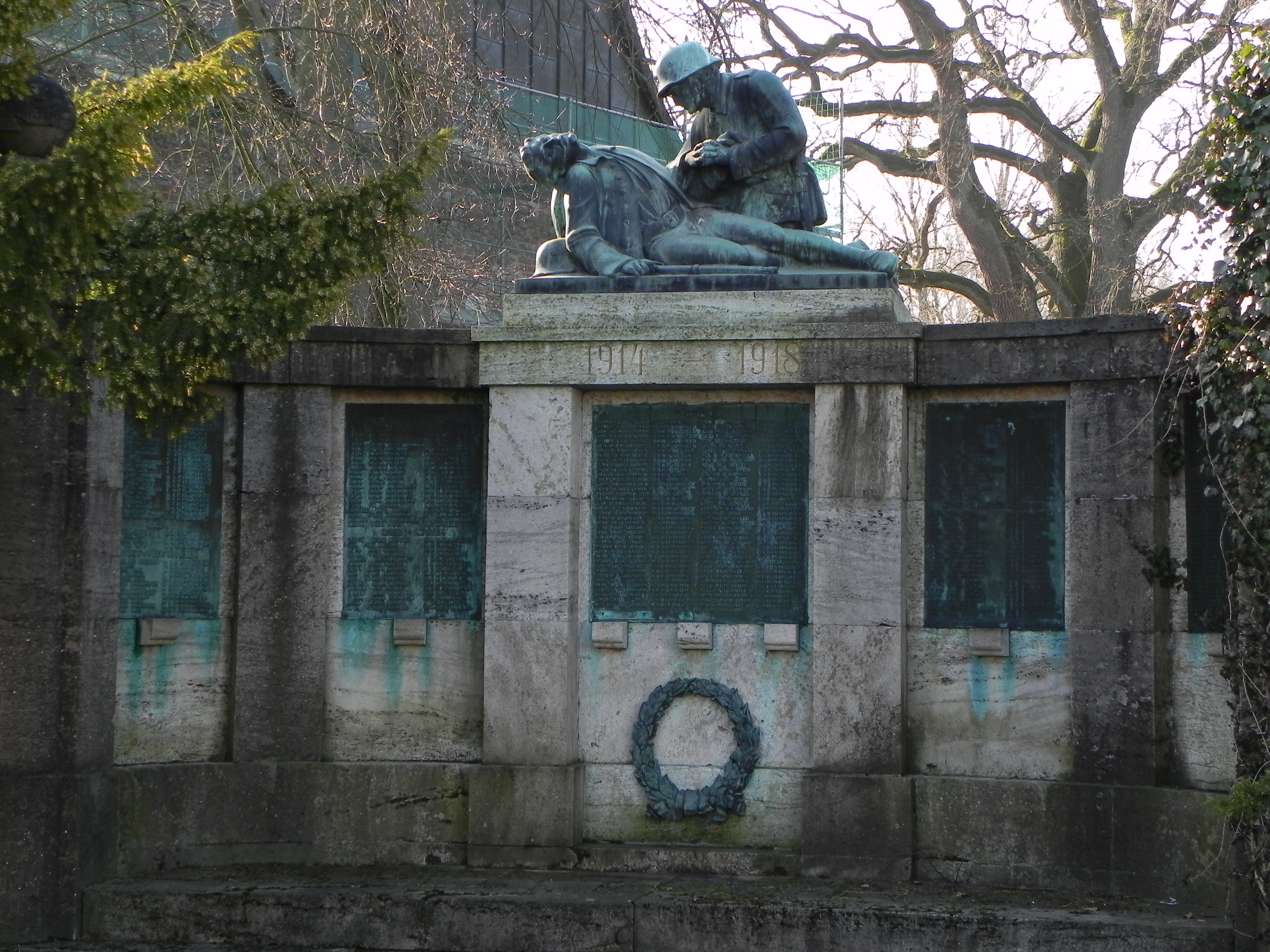
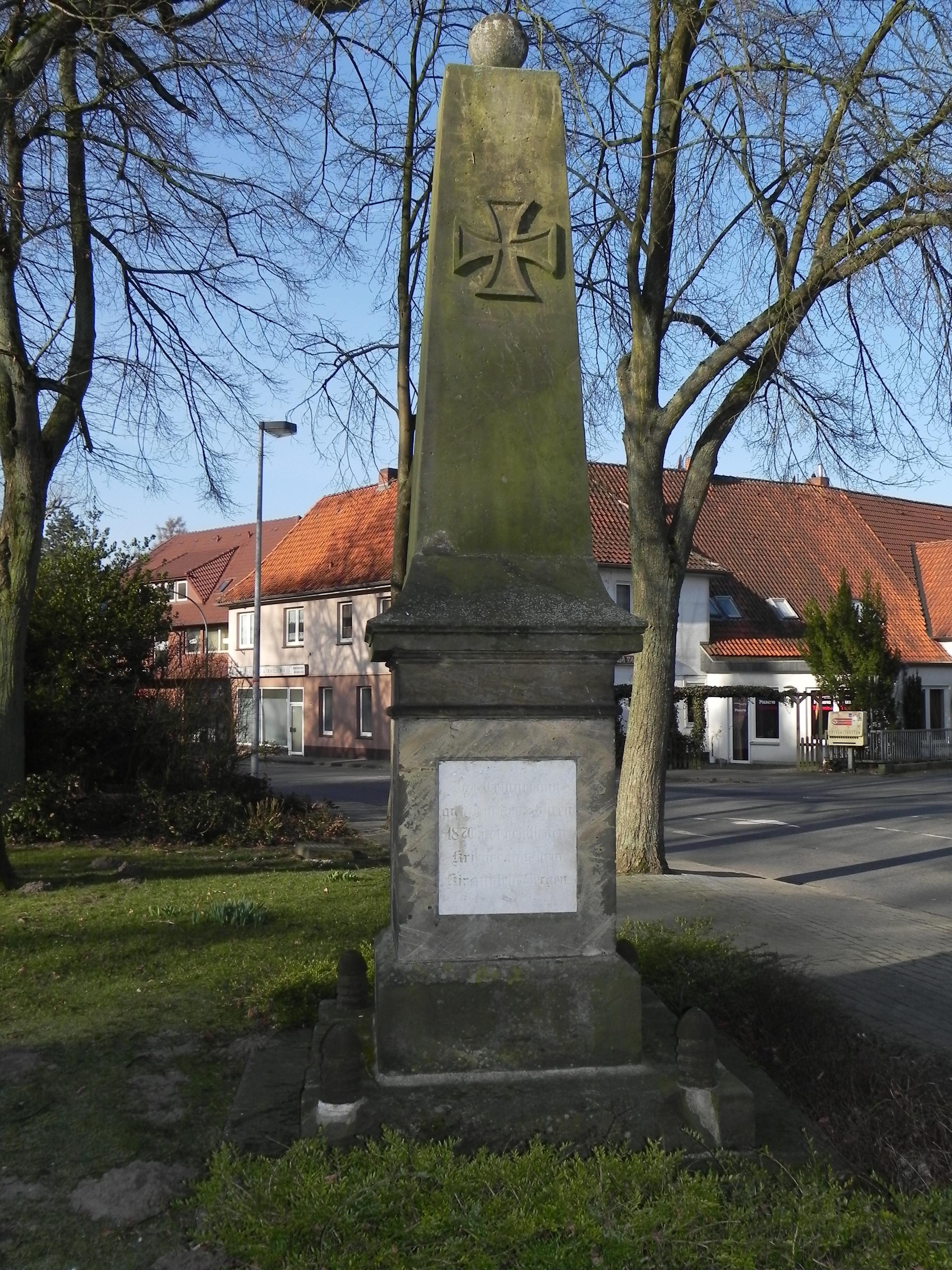
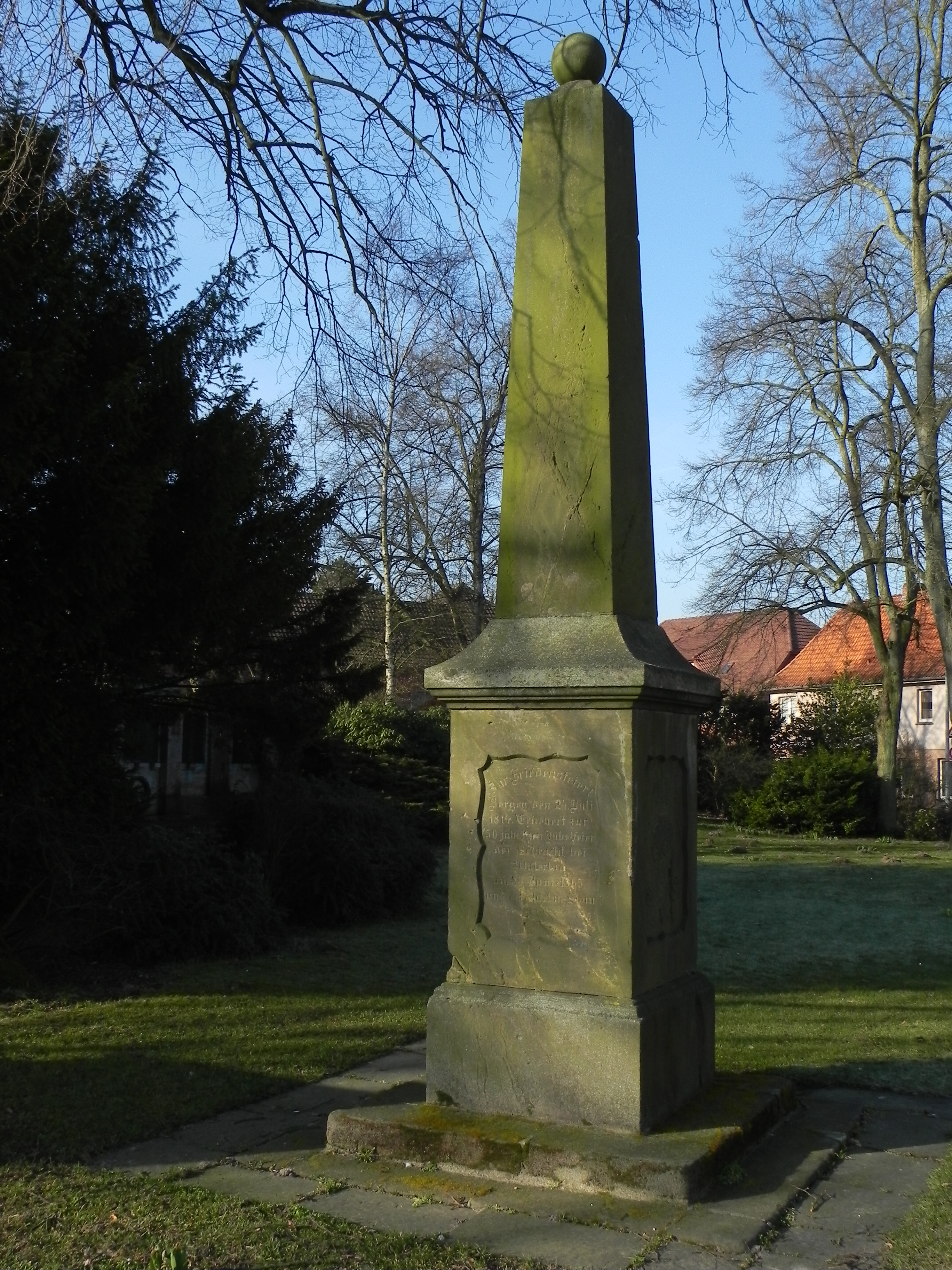